# Fiat Bravo/Brava
In 1995 introduceerde Fiat de opvolger van de Fiat Tipo, de Fiat Bravo/Brava. In tegenstelling tot bij zijn voorganger werden de 3- en 5-deurs uitvoering tegelijk op de markt gebracht, de 3-deurs als Bravo, de 5-deurs als Brava. De bodemsectie en wielophanging werden overgenomen van de Tipo. Kenmerkend detail van de Bravo/Brava/Marea zijn de achterlichten. Vooral die van de Brava en de Marea springen in het oog, door de drie aparte lichtclusters.
Van voren zijn beide modellen zo goed als identiek, terwijl de modellen van achteren juist enorm verschillen. De Bravo werd als sportief model op de markt gezet, terwijl de Brava meer als gezinsauto moest fungeren. Aan de binnenkant beperken de verschillen zich tot het instrumentenpaneel. Het ontwerp van het dashboard is vrij rond en beide modellen hebben standaard een driespaaks stuurwiel. Opvallend is verder de hooggeplaatste, en daardoor makkelijk bedienbare, standaard stereoinstallatie die geheel in het ontwerp van het dashboard is geïntegreerd. Dit was in die tijd nog geen gemeengoed in dit segment.
Opnieuw gaf Fiat de sedan en stationwagon (Weekend) een andere naam, dit keer Marea. Deze werden geïntroduceerd in 1996 en volgden toen de Tempra op.
Tot op heden worden de Bravo en vooral de Brava nog steeds gebruikt door de Italiaanse 'Polizia municipale' en de 'Carabinieri'.
De Fiat Bravo/Brava werden uitgeroepen tot 'Auto van het jaar' 1996, waarmee Fiat tot nu toe de enige fabrikant is die de prijs tweemaal achtereen gewonnen heeft, aangezien de Fiat Punto de prijs het jaar ervoor in de wacht sleepte.

## Fiat Bravo

### Kenmerken
Zoals hierboven beschreven moest de Bravo de sportiever ingestelde automobilist behagen. Dit uitte zich onder meer in de sportief gevormde achterkant, maar ook door het sportievere weggedrag. Ten opzichte van de Brava monteerde Fiat een iets straffer geveerd onderstel. Tevens was de spoorbreedte van de Bravo wat groter dan die van de Brava. Speciaal voor de Bravo bood Fiat een GT uitvoering aan. Deze kenmerkte zich door sportstoelen, sportstuur, een achterspoiler en een speciaal design wieldoppen. Ook kreeg de Bravo vanaf de GT uitvoering vier ronde instrumenten in het instrumentenpaneel.
Om het sportieve karakter van de Bravo te onderstrepen, was er een speciaal topmodel, genaamd HGT. Deze had een 2.0 20v vijfcilinder van Lancia onder de motorkap met 147 pk. Deze versie is te herkennen aan de subtiel uitgeklopte voorste wielkasten, 15" lichtmetalen velgen, witte wijzerplaten en een met leer bekleed stuurwiel/versnellingspook. De HGT gaat in 8,5 seconden naar 100 km/u en de topsnelheid is 210 km/u.
Fiat bood de Bravo met de volgende motoren aan:

#### Benzine
- 1.2 16v - 80 pk
- 1.4 12v - 80 pk
- 1.6 16v - 103 pk
- 1.8 16v - 113 pk
- 2.0 20v - 147 pk
- 2.0 20v - 154 pk

#### Diesel
- 1.9 D - 65 pk (1995-1996)
- 1.9 TD 75 - 75 pk (vanaf 1996)
- 1.9 TD 100 - 100 pk (vanaf 1996)
- 1.9 JTD 105 - 105 pk (vanaf 12-1998)
- 1.9 JTD - 100 pk (vanaf 2000)

### Uitvoeringen
- S (standaard o.m.: stuurbekrachtiging, in hoogte verstelbare bestuurdersstoel/stuurwiel, bestuurdersairbag en een geïntegreerde radio/cassettespeler)
- SX (extra t.o.v. S: bumpers in carrosseriekleur, centrale portiervergrendeling, toerenteller, elektrische bedienbare voorruiten en in delen neerklapbare achterbank)
- GT (extra t.o.v. SX onder andere: achterspoiler, elektrisch bedienbare/verwarmbare buitenspiegels, mistlampen, sportstoelen, hoofdsteunen achterin)
- HGT (extra t.o.v. GT onder andere: ABS, 15" lichtmetaal, miniskirts, twee airbags, verbrede wielkasten, lederen stuur/versnellingspook)

Onder het zijknipperlicht bracht Fiat een typeplaatje aan waarop te zien is welke motor er onder de motorkap ligt, bijvoorbeeld '1.6 16v'.

## Fiat Brava

### Kenmerken
De Fiat Brava werd door Fiat als ruimer alternatief van de Bravo geleverd. Kenmerkend zijn de drie 'aparte' achterlichten aan weerszijden en de grote, in de achterklep gemonteerde, derde remlicht.
Van binnen onderscheid de Brava zich van de Bravo door een ander instrumentenpaneel. Bij de Bravo zijn die rond (met uitzondering van S/SX uitvoering), bij de Brava zijn ze altijd uitgevoerd in de vorm van een halve maan (zie afbeeldingen hierboven). Opvallend is verder dat de Bravo een mechanische kilometerteller heeft, terwijl die van de Brava elektrische is.
De Brava was met de volgende motoren leverbaar:

#### Benzine
- 1.4 12v - 75 pk
- 1.2 16v - 80 pk
- 1.6 16v - 103 pk
- 1.8 16v - 113 pk

#### Diesel
- 1.9 D - 65 pk (1995-1996)
- 1.9 Tds 75 - 75 pk (vanaf 1996)
- 1.9 Tds 100 - 100 pk (vanaf 1996)
- 1.9 JTD 105 - 105 pk (vanaf 12-1998)
- 1.9 JTD - 100 pk (vanaf 2000)

### Uitvoeringen
- S (standaard o.m.: stuurbekrachtiging, in hoogte verstelbare bestuurdersstoel/stuurwiel, bestuurdersairbag en een geïntegreerde radio/cassettespeler)
- SX (extra t.o.v. S: bumpers in carrosseriekleur, centrale portiervergrendeling, toerenteller, elektrische bedienbare voorruiten en in delen neerklapbare achterbank)
- EL (extra t.o.v. SX onder andere: Check-panel, verloursbekleding, luxere materialen op het dashboard, lendensteun bestuurdersstoel)
- ELX (extra t.o.v. EL onder andere: 14" lichtmetaal, mistlampen voor, elektrische ramen achter en elektrisch verstelbaar/verwarmbare buitenspiegels in kleur)

## Facelift
In 1998 frist Fiat de Bravo en de Brava lichtjes op. De facelift omvat onder meer een nieuw ontwikkelde 1.2 16v FIRE motor. Deze viercilinder levert 82 pk en verving de 1.4 12v. Verder doet ook common-rail technologie zijn intrede bij de diesels. Deze technologie (ontwikkeld door Fiat, later doorverkocht aan Bosch) werd geïntroduceerd in de Alfa Romeo 156 en werd langzamerhand ook leverbaar in andere producten van de Fiat Groep. De 1.9 JTD levert 105 pk en 200 Nm koppel. De 1.8 16v werd geschrapt en de 1.6 16v kon gekoppeld worden aan een 4-traps automaat. 
De Brava van na 1998 is te herkennen aan de verchroomde grill, die de auto een luxere uitstraling moet geven. Vanbinnen kregen beide modellen een vernieuwd instrumentenpaneel (gelijkend op dat wat de Bravo al had), inclusief elektronische kilometerteller. Ook is de facelift te herkennen aan de nieuwe naamgeving op de zijkant onder de knipperlichten. Voortaan wordt niet meer het aantal liters vermeld, maar het aantal (afgeronde) pk's plus '16v', zoals 100 16v in het geval van de 1.6 16v. In het geval van de diesel staat er 'TD 75' of 'JTD 105'.
Het leveringsprogramma werd ook veranderd. De SX was voortaan de basisuitvoering. De Bravo bleef verder leverbaar als GT en HGT (voortaan met 155 pk) en de Brava was verder te verkrijgen als HSX ('sportievere' uitvoering met onder meer 15" lichtmetaal en sportstoelen) en als luxe ELX. Deze kreeg de van de Marea afkomstige middentunnel, voorzien van extra kaartenvak aan de passagierszijde en een geïntegreerde middenarmsteun met opbergvak. Een geïntegreerde radio/cd-speler was voortaan ook te verkrijgen op beide modellen.
Tot slot kwam Fiat in 2000 met twee speciale actie uitvoeringen. De Steel werd zowel als Bravo en Brava verkocht en had de van de HSX afkomstige lichtmetalen velgen, sportstoelen en aluminiumlook voor op het dashboard. De andere uitvoering, Trofeo geheten, was alleen leverbaar als Bravo en te herkennen aan de donkere lichtmetalen velgen (zelfde ontwerp als Steel), met leer bekleed stuur en mistlampen voor.
In 2001 kwam er een einde aan de productie van de Fiat Bravo en Brava. Het model werd inmiddels opgevolgd door de Fiat Stilo. Ook bij dit model werden de 3- en 5-deurs uitvoeringen apart gepositioneerd. In totaal verlieten meer dan 1,2 miljoen Bravo's en Brava's de showroom.

## Verkoopcijfers Nederland
| Jaar   | Aantal |
| ------ | ------ |
| 1995   | 773    |
| 1996   | 5616   |
| 1997   | 4255   |
| 1998   | 4261   |
| 1999   | 3209   |
| 2000   | 2235   |
| 2001   | 1139   |
| 2002   | 115    |
| Totaal | 21 603 |

Huidige modellen: 
124 Spider ·
500 ·
500e ·
500L ·
500X ·
600 ·
Aegea ·
Argo ·
Cronos · 
Doblò · 
Ducato ·
Fiorino ·
Fullback ·
Linea ·
Palio · 
Panda · 
Punto · 
Qubo ·
Scudo · 
Siena ·
Strada ·
Tipo · 
Ulysse
Historische modellen na de Tweede Wereldoorlog: 
124 · 
125 · 
126 · 
127 · 
128 · 
130 · 
131 · 
132 · 
133 · 
147 · 
148 · 
242 ·
500 ·
600 · 
600 Multipla · 
850 · 
1100 · 
1200 · 
1300/1500 · 
1400/1900 · 
1800/2100 · 
2300 · 
Albea ·
Argenta · 
Barchetta · 
Bianchina ·
Bravo · 
Brío · 
Campagnola · 
Cinquecento · 
Coupé · 
Croma · 
Dino · 
Duna · 
Elba ·
Fiorino ·
Freemont ·
Grande Punto ·
Idea ·
Marea · 
Marengo · 
Mod 5 · 
Multipla · 
Oggi · 
Panorama · 
Penny · 
Prêmio · 
Regata · 
Ritmo · 
Sedici ·
Seicento · 
Spazio · 
Stilo ·
Talento · 
Tempra · 
Tipo · 
Turbina · 
Uno · 
Vivace · 
X1/9
Historische modellen voor de Tweede Wereldoorlog: 
1 · 
1T · 
10 HP · 
12 HP · 
24 HP · 
2B Torpedo · 
4 HP · 
501 · 
502 · 
503 · 
505/507 · 
508 · 
509 · 
510/512 · 
514 · 
515 · 
518 · 
519 · 
520 · 
521 · 
522 · 
524 · 
525 · 
527 · 
60 HP · 
70 · 
801 · 
1100 · 
1500 · 
2800 · 
Brevetti · 
Laundolet · 
Modello O · 
Tipo 2 · 
Tipo Torpedo · 
Topolino · 
Zero